# ジェラルド・フィッツジェラルド (第5代リンスター公爵)
第5代リンスター公爵ジェラルド・フィッツジェラルド（英語: Gerald FitzGerald, 5th Duke of Leinster PC (Ire)、1851年8月16日 – 1893年12月1日）は、イギリスの貴族。1892年から1893年までキルデア統監を務めた。1851年から1874年までオファリー伯爵の、1874年から1887年までキルデア侯爵の儀礼称号を使用した。

## 生涯
第4代リンスター公爵チャールズ・ウィリアム・フィッツジェラルドと妻キャロライン（Caroline、旧姓サザーランド＝ルーソン＝ゴア（Sutherland-Leveson-Gower）、1827年4月15日 – 1887年5月13日、第2代サザーランド公爵ジョージ・サザーランド＝ルーソン＝ゴアと妻ハリエット・エリザベス・ジョージアナの間の娘）の長男として、1851年8月16日にダブリンで生まれた。1865年から1868年までイートン・カレッジで教育を受けた。
1887年2月10日に父が死去すると、リンスター公爵位を継承した。1888年3月6日、アイルランド枢密院の枢密顧問官に任命された。
1892年7月30日から1893年に死去するまでキルデア統監を務めた。
1893年12月1日、腸チフスによりカートンで死去、長男モーリスが爵位を継承した。

## 家族
1884年1月17日、ハーマイオニー・ウィルヘルミナ・ダンクーム（Hermione Wilhelmina Duncombe、1864年3月30日 – 1895年3月19日、初代フェヴァーシャム伯爵ウィリアム・アーネスト・ダンクームの娘）と結婚、3男1女をもうけた。
- 女子（1886年2月5日没） - 夭折[3]
- モーリス（1887年3月1日 – 1922年2月4日） - 第6代リンスター公爵[2]
- デズモンド（Desmond、1888年9月21日 – 1916年3月3日） - 第一次世界大戦中、フランスで戦死[2][3]
- エドワード（1892年5月6日 – 1976年3月8日） - 第7代リンスター公爵[4]